# Kiowa (Colorado)
Kiowa è un centro abitato (town) degli Stati Uniti d'America, capoluogo di contea della contea di Elbert dello Stato del Colorado. Nel censimento del 2000 la popolazione era di 581 abitanti.

## Geografia fisica
Secondo i rilevamenti dell'United States Census Bureau, Kiowa si estende su una superficie di 1,3 km².